# Ijobalit
Ijobalit is een bestuurslaag in het regentschap Oost-Lombok van de provincie West-Nusa Tenggara, Indonesië. Ijobalit telt 5811 inwoners (volkstelling 2010).